# Джессі Сарджент
Джессі Сарджент  (англ. Jesse Sergent, 8 липня 1988) — новозеландський велогонщик, олімпійський медаліст.

## Виступи на Олімпіадах
| Олімпіада   | Дисципліна                                 | Місце |
| ----------- | ------------------------------------------ | ----- |
| Пекін 2008  | Командна гонка переслідування, 4000 метрів | 3     |
| Лондон 2012 | Командна гонка переслідування, 4000 метрів | 3     |